# Temur Tsiklauri
Temur Tsiklauri (22 de enero de 1946 - Gori, 1 de febrero de 2021) fue un cantante y actor de pop georgiano, miembro del conjunto Iveria.

## Biografía
Fue miembro de la banda VIA Iveria.
Tsiklauri falleció en Gori el 1 de febrero de 2021, tras haber contraído el COVID-19 durante la pandemia en Georgia.

## Distinciones
Recibió las siguientes distinciones:
- Artista de Honor de la República Socialista Soviética de Georgia (1980)
- Artista del Pueblo de Georgia (1990)
- Ciudadano de Honor de Tbilisi (2010)